# Ciceona
Ciceona (em grego antigo: κυκεών, kykeȏn; de κυκάω, "mexer, misturar") ou ciceão era uma bebida da Grécia Antiga de várias descrições. Alguns eram feitos principalmente de água, cevada e substâncias naturais. Outros foram feitos com vinho e queijo ralado. Acredita-se amplamente que a ciceona geralmente se refere a uma bebida fermentada psicoativa, como a usada no caso dos Mistérios de Elêusis. 
No entanto, o ciceão, além de ter sido usado pelos iniciados do primeiro grau nos mistérios eleusinos, acompanhado do pão sagrado, para quebrar o jejum sacramental, antes de se assistirem às representações de dramas litúrgicos, retratando o rapto de Perséfone, também era usado em contextos prosaicos, pelos camponeses gregos.